# Rio Qechene
O rio Qechene é um curso de água da região central da Etiópia. Nasce perto Aiamsa na Serra Anás e flui para o oeste até se juntar ao rio Wanchet. Este rio tem como afluentes o rio Ketama e o rio Woia. Segundo Johann Ludwig Krapf (1810 - 1881) que foi um alemão missionário na África Oriental, bem como um explorador, linguista, e que dava a este rio o nome de "Katchenee", informa no seus escritos que o Qechene definia a fronteira entre as regiões históricas de Shewa e os distritos de Gishe e de Menz.